# Partits polítics a Jamaica
Jamaica té un sistema bipartidista. Els grans partits polítics a Jamaica són el Laborista (Jamaica Labour Party) i el Popular (People's National Party). Tot i això, no han estat els únics i al llarg de la història han aparegut i desaparegut d'altres formacions menors, que en molt pocs casos han tingut representació al parlament jamaicà.

## Partits actuals
- Partit Laborista de Jamaica. Liberals
- Jamaican National Democratic Movement - Moviment Democràtic Nacional de Jamaica. Conservadors
- People's National Party- Partit Nacional Popular. Socialdemòcrates
- United People's Party - Partit del Poble Unit. Progressista

## Partits desapareguts
- Agricultural Industrial Party - Partit Industrial Agrícola
- Coloured Party - Partit Colorat. Va ser fundat en la dècada dels 20 del segle xix per fer campanya pels drets civils, no es pot considerar un partit polítical per se. &
- Farmers' Federation - Federació de Grangers
- Federation of Citizen's Association - Associació de Federacións Ciutadanes
- Jamaica Democratic Party - Partit Demòcrata
- Jamaica Liberal Party - Partit Liberal
- Jamaica Radical Workers Union - Unió Radical de Treballadors
- Jamaica Socialist Party - Partit Socialista
- Jamaica United Party - Partit Unitari, abans conegut com a United West Indian Party
- People's Political Party - Partit del Poble. Primer partit polític de Jamaica, fundat per en Marcus Garvey el 1929
- Progressive Labour Movement - Moviment Progressista Laborista. Fusionat amb l'anterior al 1961, poc després de la seua fundació.
- National Labour Party - Partit Nacional Laborista
- United Party of Jamaica - Partit Unitari
- Workers Party of Jamaica - Partit dels treballadors, marxista.